# Celeste (Uruguay)
Celeste es una localidad uruguaya del departamento de Salto, municipio de Rincón de Valentín.

## Geografía
La localidad se encuentra situada en la zona central del departamento de Salto, entre los arroyos Valentín Grande (al oeste) y Arerunguá (al este), y junto a la ruta 4, próximo a su intersección con la ruta 31.

## Población
Según el censo de 2011 la localidad contaba con una población de 83 habitantes.
| 73            | 50 | 36 | 56 | 83 | 83 |
| (Fuente: INE) |    |    |    |    |    |